# Східноафриканський шилінг
Східноафриканський шилінг (англ. East African shilling) — грошова одиниця Британської Східної Африки з 1919 року. Була в обігу в Кенії і Уганди, Танганьїці, Сомалі, Еритреї, Занзібарі, Ефіопії.  У Кенії з 14 вересня 1966 року грошовою одиницею став кенійський шилінг, в Уганді з 15 серпня 1966 року — угандійський шилінг, в Танзанії (Танганьїка і Занзібар) – танзанійський шилінг  з 14 червня 1966 року.
Один східноафриканський шилінг дорівнював 100 центам.

## Історія
Східноафриканський шилінг введений в 1921 році, замінив східноафриканський флорин в співвідношенні: 1 флорин = 2 шилінги. Східноафриканський шилінг був прирівняний до британського шилінгу, який дорівнював 1/20 фунту стерлінгів. Емісія шилінгів проводилася в Лондоні Валютною радою Східної Африки.
Спочатку, в 1921 році, східноафриканський шилінг був випущений на території Кенії, в окупованій британськими військами Німецькій Східній Африці (c 1922 року - підмандатної території Танганьїка) і в протектораті Уганда.
У 1936 році шилінг був введений в обіг в Занзібарському султанаті, змінивши індійську і занзібарська рупію які були в обігу раніше. Заміна відбувалася у співвідношенні: 1 рупія = 1,5 східноафриканського шилінгу.
У 1940 році, з вступом британських військ на територію Італійської Східної Африки, розпочато випуск шилінгів на території відновленої Ефіопії, а в 1941 році і на інших територіях Італійської Східної Африки (відвойованої британської колонії Британський Сомаліленд і італійських колоній Італійська Еритрея і Італійське Сомалі). В Ефіопії шилінг обертався паралельно з знову випущеними в обіг ефіопським биром. На всій території колишньої Італійської Східної Африки паралельно з шилінгом використовувалися також італійська ліра, ліра Італійської Східної Африки, талер Марії-Терезії. а також єгипетський фунт. 21 березня 1941 року був встановлений курс: 1 східноафриканської шилінг дорівнював: 24 ліри, 1 єгипетський фунт дорівнював 20,5  шилінгів, 1 індійська рупія дорівнював 1,5 шилінги, 1 талер Марії Терезії дорівнював 45 лір.
В Ефіопії шилінг знаходився в обігу до лютого 1946, потім банкноти були викуплені урядом Великої Британії.
В Італійському Сомалі шилінг в 1950 році був замінений на сомало 1: 1.
У 1951 році в колонії і протекторат протектораті Аден (де східноафриканський шилінг обертався паралельно з індійською рупією), шилінг став єдиним законним платіжним засобом.
Шилінг також використовувався в єменських князівствах, що входили в засновану в 1959 році Федерацію Арабських Еміратів Півдня, в 1962 році - Федерацію Південної Аравії і в 1963 році - Протекторат Південної Аравії. У 1965 році шилінг був замінений на південноаравійський динар в співвідношенні: 1 динар = 20 шилінгів.
У 1960 році була проголошена незалежність Сомалі, до складу якого увійшли Британський Сомаліленд і Італійське Сомалі. У 1962 році замість східноафриканського шилінгу і сомало було введено сомалійський шилінг, у співвідношенні 1: 1.
Після проголошення незалежності Танганьїки (в 1961 році), Уганди (1962), Занзібару (1963) і Кенії (1964) Валютна рада Східної Африки продовжувала виконувати роль емісійного центру, але в 1960 році він був переведений з Лондона в Найробі, а до складу ради були включені представники незалежних держав.
У 1966 році були засновані самостійні центральні банки в Кенії, Танзанії і Уганді, що приступили до випуску національних валют, що мали однаковий паритет фунта стерлінгів, 20 шилінгів за 1 фунт стерлінгів.
У Кенії новою одиницею став кенійський шилінг, випуск якого розпочався 14 вересня 1966 року. Східноафриканські шилінги обмінювалися на кенійські шилінги по курсу 1: 1. У Кенії карбування власних монет розпочато в 1967 році, до 10 квітня 1967 року законним платіжним засобом були монети Управління грошового обігу Східної Африки.
У Танзанії з 14 червня 1966 був введений танзанійський шилінг, обмін проводився 1: 1. Монети у східноафриканських шилінгах перебували в обігу до 10 квітня 1969 року.
В Уганді 15 серпня 1966 року введений угандійський шилінг, обмін проводився 1: 1.
Банкноти східноафриканських шилінгів втратили силу законного платіжного засобу в усіх трьох країнах 14 вересня 1967 року.

## Банкноти
Випускалися банкноти в 1, 5, 10, 20, 100, 200, 1000, 10 000 шилінгів. До 1958 року на банкнотах в 20 шилінгів і більш вказувався одночасно номінал в фунтах (20 шилінгів - 1 фунт, 100 шилінгів - 5 фунтів 1000 шилінгів - 50 фунтів, 10 000 шилінгів - 500 фунтів).

## Монети
Карбувалися монети в 1, 5, 10, 50 центів, 1 шилінг.